# Venus and Adonis (opera)
Venus and Adonis è una semi-opera o masque in tre atti e un prologo del compositore barocco inglese John Blow, scritta intorno al 1683.

## Storia
Fu composta per la corte del re Carlo II a Londra o a Windsor. È considerata da alcuni una semi-opera o un masque, ma The New Grove la nomina come la prima opera inglese conosciuta.
Si è ipotizzato che l'autore del libretto fosse Aphra Behn per la natura femminista del testo e che in seguito abbia lavorato con Blow nella commedia The Lucky Chance. Tuttavia, secondo il musicologo Bruce Wood, nella sua edizione critica del 2008 del lavoro per la Purcell Society, il librettista "è stato identificato da James Winn come Anne Kingsmill, successivamente sposata col nome di Anne Finch". La storia è basata sul mito classico di Venere e Adone, che fu anche la base per il poema di Shakespeare Venere e Adone, come anche il poema di Ovidio con lo stesso titolo nelle sue Metamorfosi.

## Ruoli
| Ruolo                                                         | Registro vocale          | Cast della Premiere |
| ------------------------------------------------------------- | ------------------------ | ------------------- |
| Cupido                                                        | soprano                  |                     |
| Venere                                                        | soprano                  | Mary (Moll) Davies  |
| Adone                                                         | baritono                 |                     |
| Pastorello                                                    | contralto o controtenore |                     |
| Pastorella                                                    | soprano                  |                     |
| Cacciatore                                                    | contralto o controtenore |                     |
| Amorini, pastori e pastorelle, cacciatori e cortigiani (coro) |                          |                     |

## Musica
Venus and Adonis è considerata da alcuni una semi-opera o un masque, ma The New Grove la definisce la prima opera inglese sopravvissuta. In effetti, una delle prime fonti di manoscritti è sottotitolata "Un masque per l'intrattenimento del re".
Nella sua forma generale l'opera deve molto alle opere francesi del periodo, in particolare quelle di Jean-Baptiste Lully. Gli elementi francesi dell'opera sono l'Ouverture francese, il prologo che si riferisce in termini appena velati alla corte per la quale è stata scritta e comprende anche molti balli popolari all'epoca. Il brano è un chiaro modello per l'opera Didone ed Enea di Henry Purcell, sia nella struttura che nell'uso del ritornello. Il pezzo è notevole per il periodo per la sua natura composita; non ci sono arie o pezzi chiari, ma la musica è continua per tutto il pezzo, usando il recitativo per approfondire la trama.

## Libretto

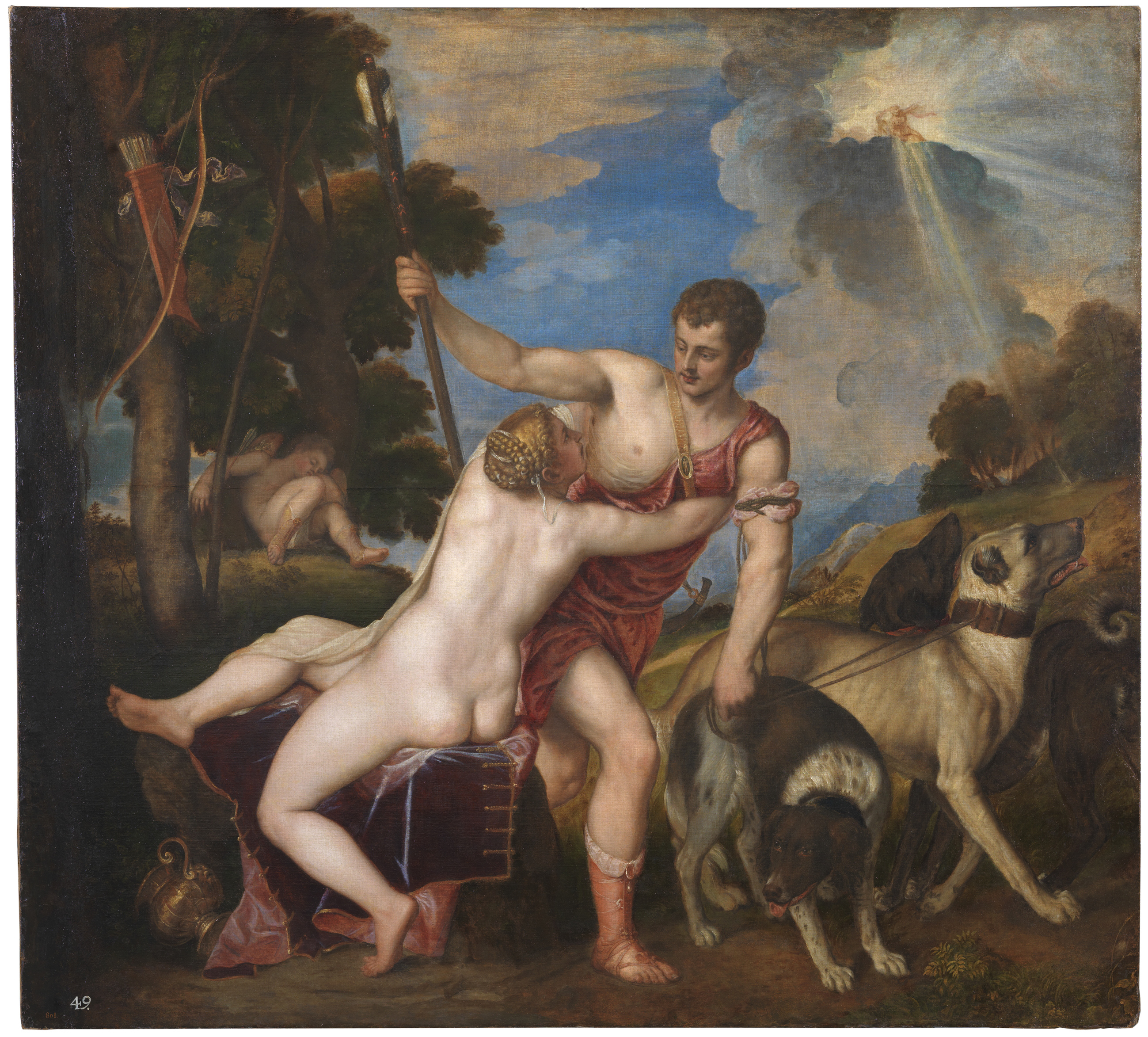
The same subject by Titian 1554

Il mito tradizionale di Venere e Adone si svolge come segue:
Venere è con suo figlio Cupido e lui la trafigge accidentalmente con una delle sue frecce. La successiva persona che Venere vede è il bel giovane Adone, del quale si innamora immediatamente. Lui è un cacciatore e lei decide che per stare con lui assumerà le sembianze della dea della caccia, Artemide. Alla fine avverte Adone del pericolo di cacciare il cinghiale, ma lui non ascolta l'avvertimento e viene incornato a morte dal cinghiale.
Nella versione di Blow, Venere incoraggia Adone ad andare a caccia, nonostante le proteste di lui:
Adonis:
Adonis will not hunt today:
I have already caught the noblest prey.
Venus:
No, my shepherd haste away:
Absence kindles new desire,
I would not have my lover tire.
Questo è parallelo alla scena della successiva Didone ed Enea (1688) di Purcell, quando Didone respinge l'offerta di Enea di restare con lei. Oltre a questa grande divergenza dal mito nella motivazione di Adone, la versione di Blow include anche l'aggiunta di una serie di scene comiche con Cupido, compresa la lezione di ortografia che dà ai giovani amorini e la sua opinione che quasi nessuno a corte sia fedele, quest'ultima una critica particolarmente pungente dato che si ritiene che Cupido fosse interpretato da Lady Mary Tudor, allora circa 10 anni e figlia illegittima di Carlo II, e Venere da Mary (Moll) Davies, l'ex amante del re.

## Trama

### Prologo
Cupido si rivolge a pastori e pastorelle assortiti, accusandoli d'infedeltà e li invita a godere dei veri piaceri pastorali. Questa breve scena è preceduta da un'ouverture francese.

### Atto 1
La coppia sta riposando su un divano e Venere, accompagnata da un flauto dolce obbligato, sta giocando con l'anticipazione sessuale di Adone. Poco prima di arrendersi, si sente la musica della caccia e lei lo incoraggia a lasciarla e unirsi all'inseguimento. I cacciatori si intromettono e cantano di un enorme cinghiale che sta causando gravi problemi; così pungolato, Adone se ne va.

### Atto 2
Cupido sta studiando l'arte dell'amore, imparando da sua madre come infondere l'amore nei cuori umani. A sua volta insegna questa lezione a un gruppo di Amorini. Cupido consiglia a sua madre che il modo per farla amare di più da Adone è "usarlo molto male". Quindi chiamano le Grazie, donatrici di bellezza e fascino, per rendere onore alla dea dell'amore.

### Atto 3
Venere e Cupido si mostrano colpiti dal dolore. Viene portato Adone, morente per la ferita infertagli dal cinghiale. Duetta con Venere e muore tra le sue braccia. Come un lamento inizia una marcia funebre, e il ritornello è ripreso dai personaggi pastorali (in realtà, i cortigiani di Venere). L'opera si conclude con il coro in sol minore "Mourn for your servant" (Dolore per il tuo servo), un forte esempio di contrappunto elegiaco.

## Incisioni
- 1951: Margaret Ritchie; Gordon Clinton; Anthony Lewis; Ensemble orchestral de l'Oiseau-lyre (L'oiseau-lyre)
- 1987: Nancy Argenta, Lynne Dawson, Stephen Varcoe, London Baroque, Charles Medlam (Harmonia Mundi)
- 1994: Bott, George, Crabtree, Choristers Of Westminster Abbey Choir, New London Consort, Philip Pickett (L'oiseau-lyre)
- 1999: Rosemary Joshua, Gerald Finley, Robin Blaze, Clare College Chapel Choir, Orchestra Of The Age Of Enlightenment, René Jacobs (Harmonia Mundi)
- 2009: Amanda Forsythe, Tyler Duncan, Mireille Lebel, Boston Early Music Festival Vocal Ensemble, Paul O'Dette, Stephen Stubbs (Cpo)